# Jean-Michel Wilmotte
Jean-Michel Wilmotte (* 2. April 1948 in Soissons) ist ein französischer Designer, Innenarchitekt, Architekt und Stadtplaner. 

## Leben
Jean-Michel Wilmotte absolvierte die staatlich anerkannte Pariser Privatschule École Nissim de Camondo (an der unter anderem auch der Designer Philippe Starck studiert hat) mit Diplom-Abschluss zum Innenarchitekt. 1975 eröffnete er sein eigenes Ingenieurbüro „Governor“ in Paris. 1993 erhielt er die Registrierung an der Architektenkammer. Das Büro firmiert heute als Wilmotte et Associés SA d’Architecture. Seit 2015 ist Wilmotte als Nachfolger von Michel Folliasson Mitglied der Académie des Beaux-Arts.

## Werkauswahl

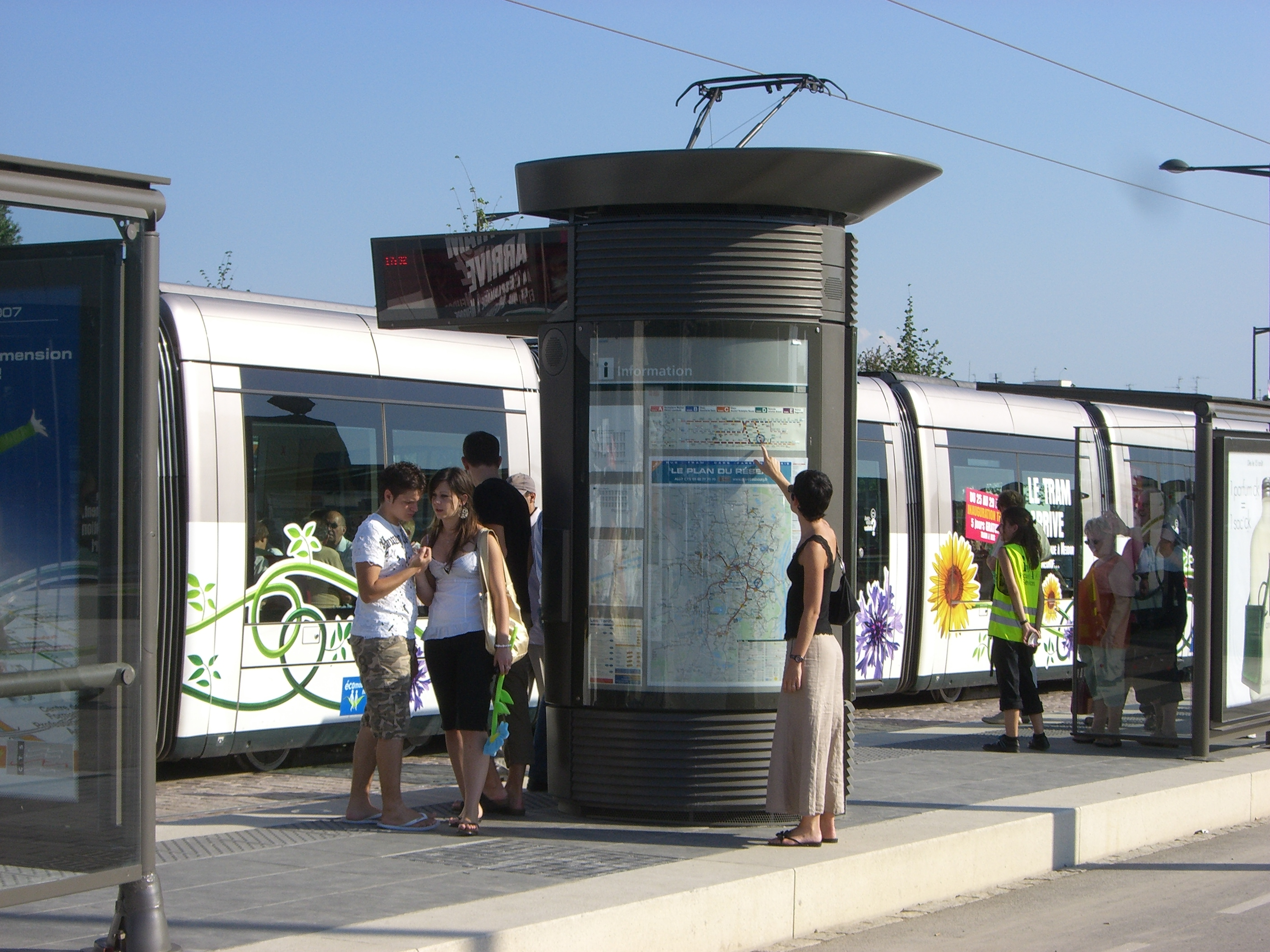
Informationssäule einer Haltestelle der Straßenbahn Straßburg

- Mitwirkung als Innenarchitekt an der Restaurierung/Umgestaltung des Louvre in Paris: Salon de Café Richelieu; 1993
- Mitwirkung an der Restaurierung/Umgestaltung des Élysée-Palastes in Paris
- Restaurierung/Umgestaltung des Nationalmuseums von Beirut, Libanon; 1995 bis 1999
- Restaurierung/Umgestaltung des Musée de Beaux-Arts (Museum der Schönen Künste) in Nîmes, Frankreich; 1986/1987
- Restaurierung/Umgestaltung des Museo do Chiado, Nationalmuseum für Zeitgenössische Kunst, im Altstadtviertel Chiado von Lissabon, Portugal; Neueröffnung 1994
- Restaurierung des 1756 erbauten Grenier à sel (Salzspeicher) in Avignon, Südfrankreich; 1990
- Restaurierung des 1907 erbauten Kaufhauses „La Samaritaine“ (Magasin No. 3) in Paris, gemeinsam mit Marie-Claude Rouault; 2002
- „Mauer des Friedens“ nach dem Entwurf der Künstlerin Clara Halter am Champ de Mars (Marsfeld) in Paris; März 2000 eingeweiht
- Restaurierung der Haupteinkaufsstraße Rue Sainte-Catherine in Bordeaux, eine der längsten Fußgängerzonen Europas; 2000 bis 2003
- Beteiligung an mehreren Bauten des neuen Pariser Stadtquartiers Paris Rive Gauche (auch Seine Rive Gauche), darunter der Cité de l'Image et du Son („Stadt des Bildes und des Tons“, auch „MK2“ genannt = Multikomplex, ein Multiplex-Kino; gemeinsam mit Frédéric Namur, 2003) und der Avenue de France (gemeinsam mit Patrick Celeste, nach Entwurf von Paul Andreu)
- Gestaltung der oberirdischen Stationen der Straßenbahn Rouen
- Gestaltung der Informationssäulen an den Haltestellen der Straßenbahn Straßburg
- Mitwirkung an der Tramway des Maréchaux Sud (Straßenbahnlinie T3), Paris (gemeinsam mit Antoine Grumbach und Michel Desvignes); 2006
- Umbau der 2000 stillgelegten Destillerie der Spirituosenfirma Fernet-Branca in Saint-Louis bei Basel zu einem Ausstellungsraum für Zeitgenössische Kunst (Espace d’Art Contemporain Fernet Branca); um 2000
- Innenausstattung des vom chinesisch-amerikanischen Star-Architekten Ieoh Ming Pei entworfenen Museum of Islamic Art (Sammlung islamischer Kunst) in Doha, der Hauptstadt von Katar; im März 2008 eröffnet
- Neubau Hotel Novotel in Monte-Carlo, Monaco; 2004 bis 2007
- Cartier Ginza Building, Chūō-ku, Japan; 1999
- Musée Hennessy, Cognac, Frankreich, 1996
- Schulbibliothek in Nîmes, Südfrankreich; 1994
- Bürogebäude als Teil des Balard-Projekts; 2011 bis 2015
- Unterirdischer Anbau des Nicolas-Sursock-Museums, Beirut, Libanon, 2012[2]
- Dreifaltigkeitskathedrale, Paris, Frankreich; 2013 bis 2016
- Grand Palais Éphémère, Paris, Frankreich; 2021